# Belišće

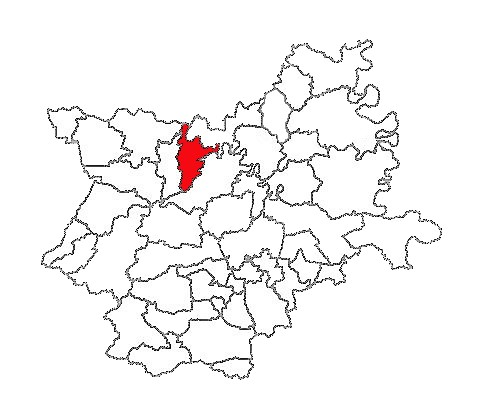
Lage der Gemeinde Belišće in der Gespanschaft Osijek-Baranja

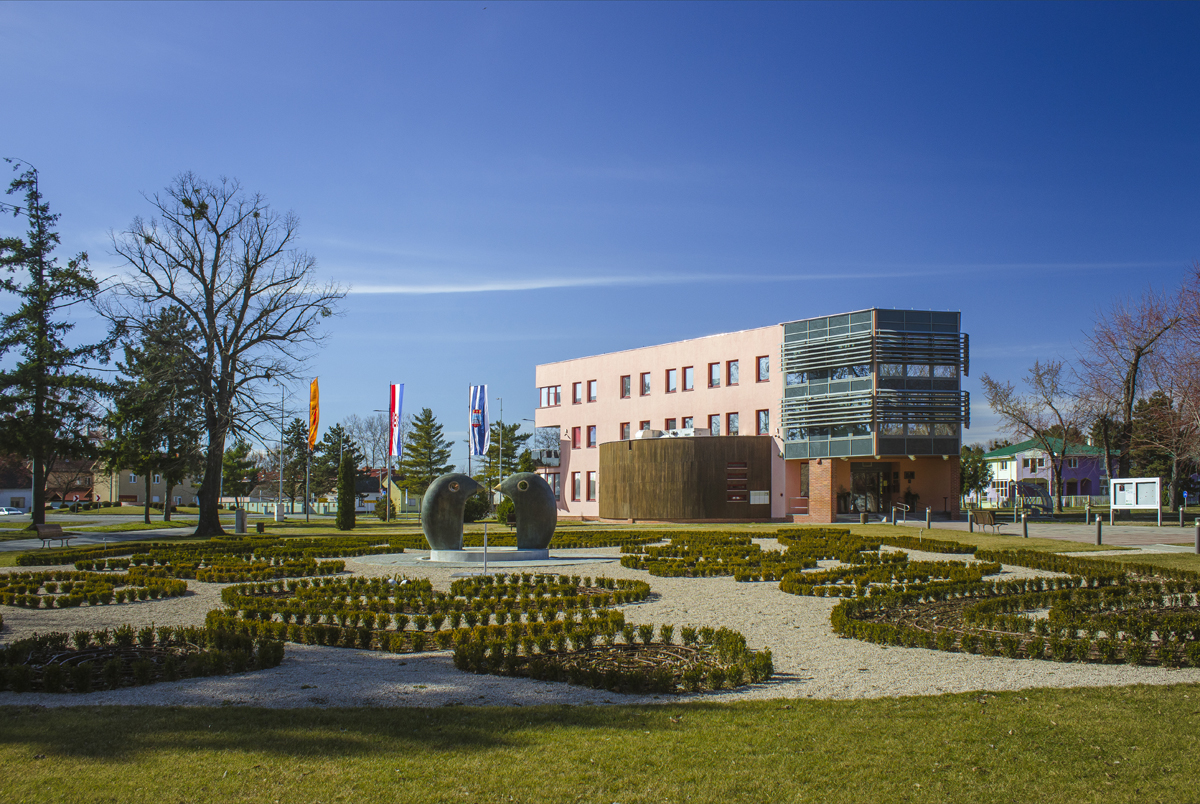
Stadtzentrum

Belišće (ungarisch Belistye) ist eine Stadt in der Gespanschaft Osijek-Baranja in Kroatien und gehört zur Region Slawonien. Sie hat 5354 Einwohner (Stand: 2021) und wird  überwiegend von Kroaten bewohnt. Neben dem gleichnamigen Hauptort umfasst die Gemeinde neun weitere Siedlungen.

## Siedlungen der Gemeinde
Laut der letzten Volkszählung von 2021 haben alle Ortschaften der Gemeinde Belišće zusammen 8884 Einwohner.
- Belišće – 5354
- Bistrinci – 1301
- Bocanjevci – 342
- Gat – 608
- Gorica Valpovačka – 144
- Kitišanci – 145
- Tiborjanci – 218
- Veliškovci – 561
- Vinogradci – 211

## Geographie
Belišće liegt direkt an der Drau, etwa 35 Kilometer nordwestlich von Osijek und 4 Kilometer nördlich von Valpovo. Bis zur ungarischen Staatsgrenze sind es 12 Kilometer.

## Geschichte
Erste Siedlungsspuren in der Umgebung von Belišće gehen zurück bis in die Jungsteinzeit. Südöstlich des Ortes wurden mehrere Artefakte aus der Starčevo-Kultur und der Sopot-Kultur entdeckt. Zu den wichtigsten Fundstücken gehören Fibeln, Perlen und Ringe. Des Weiteren wurden Keramikfragmente und menschliche Knochen entdeckt, die dem Mittelalter zugeordnet werden können. Bei Ausgrabungen im Jahr 1992 fand man Spuren und Exponate der späten Bronzezeit aus dem 11. und 9. Jahrhundert v. Chr. Bei weiteren Grabungen wurde ein slawischer Friedhof aus der Zeit des 7. und 8. Jahrhunderts entdeckt.
Belišće entstand gegen Ende des 19. Jahrhunderts als Arbeitersiedlung des Sägewerkes des ungarischen Geschäftsmanns Gutmann. Ab 1884 entwickelte sich hier eine umfangreiche Holzindustrie mit weiterverarbeitenden Holzwerken.
Im 18. Jahrhundert und nach dem Ende des Ersten Weltkrieges und bis zum Friedensvertrag von Trianon gehörte der Ort zum Komitat Virovititz und im Jahr 1918 wurde die Region ein Teil des neu entstandenen Staates der Slowenen, Kroaten und Serben. Kurze Zeit später gehörte es zum Königreich Jugoslawien und am Ende des Zweiten Weltkrieges im Jahr 1945 folgte dann die Eingliederung des Ortes in die SFR Jugoslawien.
Nach dem Zweiten Weltkrieg entstand in Belišće eine der größten Cellulose-/Papierindustrien Südosteuropas.
Im Jahr 1991 erklärte sich Kroatien für unabhängig und in dem darauffolgenden Kroatienkrieg blieb die Stadt unter kroatischer Kontrolle. Die Nähe zur serbisch besetzten Baranja bescherte der Stadt jedoch tägliche Granatierungen.
In den Folgejahren brach die Holzindustrie, wegen Unrentabilität und fehlenden Investitionen, immer mehr ein. Dennoch ist der Konzern Belišće d.d. weiterhin einer der wichtigsten Arbeitgeber der Region.

## Bevölkerung
Bei der Volkszählung im Jahr 1910 hatte Belišće 1.560 Einwohner, davon 561 Ungarn (36,0 %), 458 Deutsche (29,4 %), 393 Kroaten (25,2 %) und 92 Serben (5,9 %).
Kurz vor Beginn des Jugoslawienkrieges1991 erklärten sich von 7619 Einwohnern 6454 (84,7 %) als Kroaten, 416 als Serben (5,5 %) und nur 45 Menschen als Ungarn (0,6 %).
| Bevölkerungsentwicklung | Bevölkerungsentwicklung | Bevölkerungsentwicklung | Bevölkerungsentwicklung | Bevölkerungsentwicklung | Bevölkerungsentwicklung | Bevölkerungsentwicklung | Bevölkerungsentwicklung | Bevölkerungsentwicklung | Bevölkerungsentwicklung | Bevölkerungsentwicklung | Bevölkerungsentwicklung | Bevölkerungsentwicklung | Bevölkerungsentwicklung | Bevölkerungsentwicklung | Bevölkerungsentwicklung |
| ----------------------- | ----------------------- | ----------------------- | ----------------------- | ----------------------- | ----------------------- | ----------------------- | ----------------------- | ----------------------- | ----------------------- | ----------------------- | ----------------------- | ----------------------- | ----------------------- | ----------------------- | ----------------------- |
| 1857                    | 1869                    | 1880                    | 1890                    | 1900                    | 1910                    | 1921                    | 1931                    | 1948                    | 1953                    | 1961                    | 1971                    | 1981                    | 1991                    | 2001                    | 2011                    |
| 0                       | 0                       | 8                       | 1.044                   | 1.467                   | 1.566                   | 1.962                   | 2.535                   | 3.147                   | 3.614                   | 4.620                   | 6.055                   | 6.780                   | 7.619                   | 7.197                   | 6.518                   |

## Sehenswürdigkeiten
- Das ehemalige Verwaltungsgebäude des Unternehmens Belišće d.d., nach dem Entwurf von Ernst Gotthilf, wurde im Jahr 1905 von Edmund Gutmann erbaut. Im Ersten Weltkrieg diente das Gebäude als Lazarett um verwundete Soldaten zu versorgen. Während des Kroatienkrieges im Jahr 1992 wurde das Gebäude, aufgrund der Artillerieangriffe der Jugoslawischen Volksarmee, durch mehrere Treffer zerstört. Das Gebäude wurde wieder vollständig saniert.[8]
- Das Gebäude der ehemaligen Verwaltung der Eisenbahn wurde 1907 nach dem Entwurf des Ingenieurs Henrik Herz erbaut. In dem Verwaltungsgebäude befanden sich damals mehrere Büros und zwei Wohnungen. Es handelt sich um ein zweistöckiges Gebäude dessen rechteckiger Grundriss durch einen Eingangsrisalit unterteilt ist.

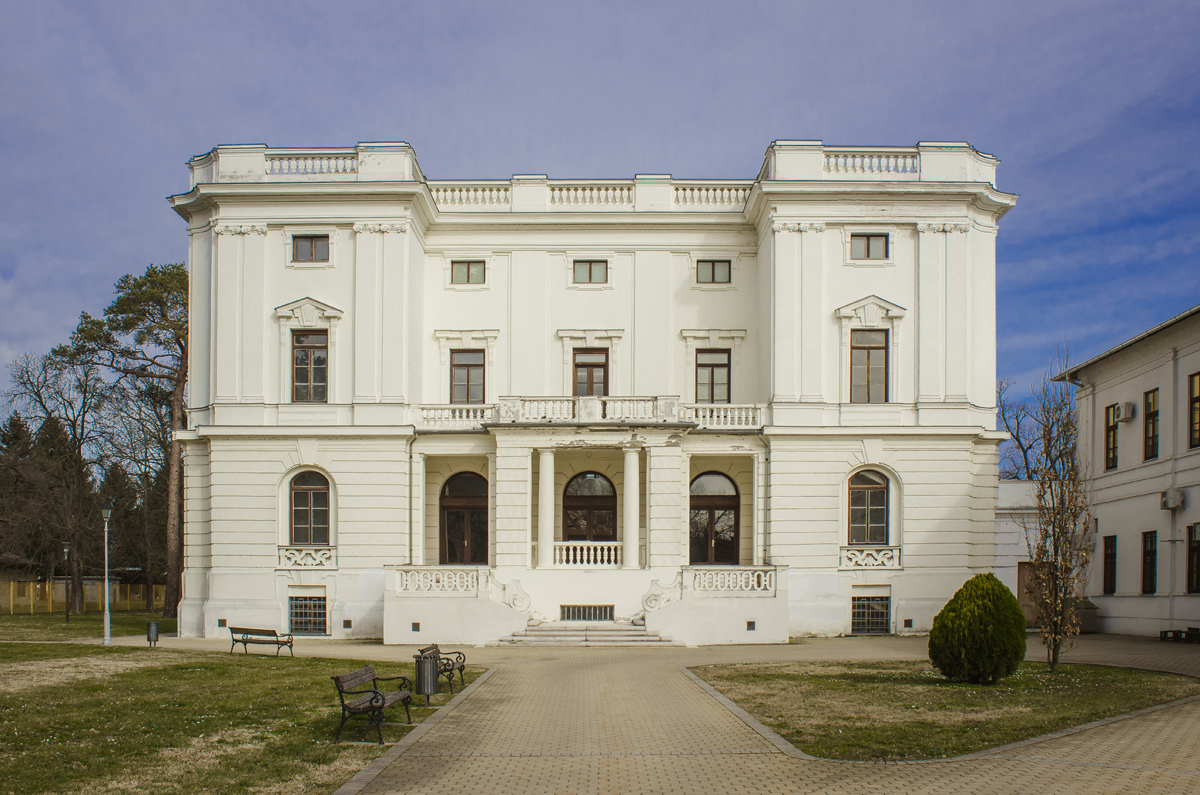
Gutmann-Palast in Belišće
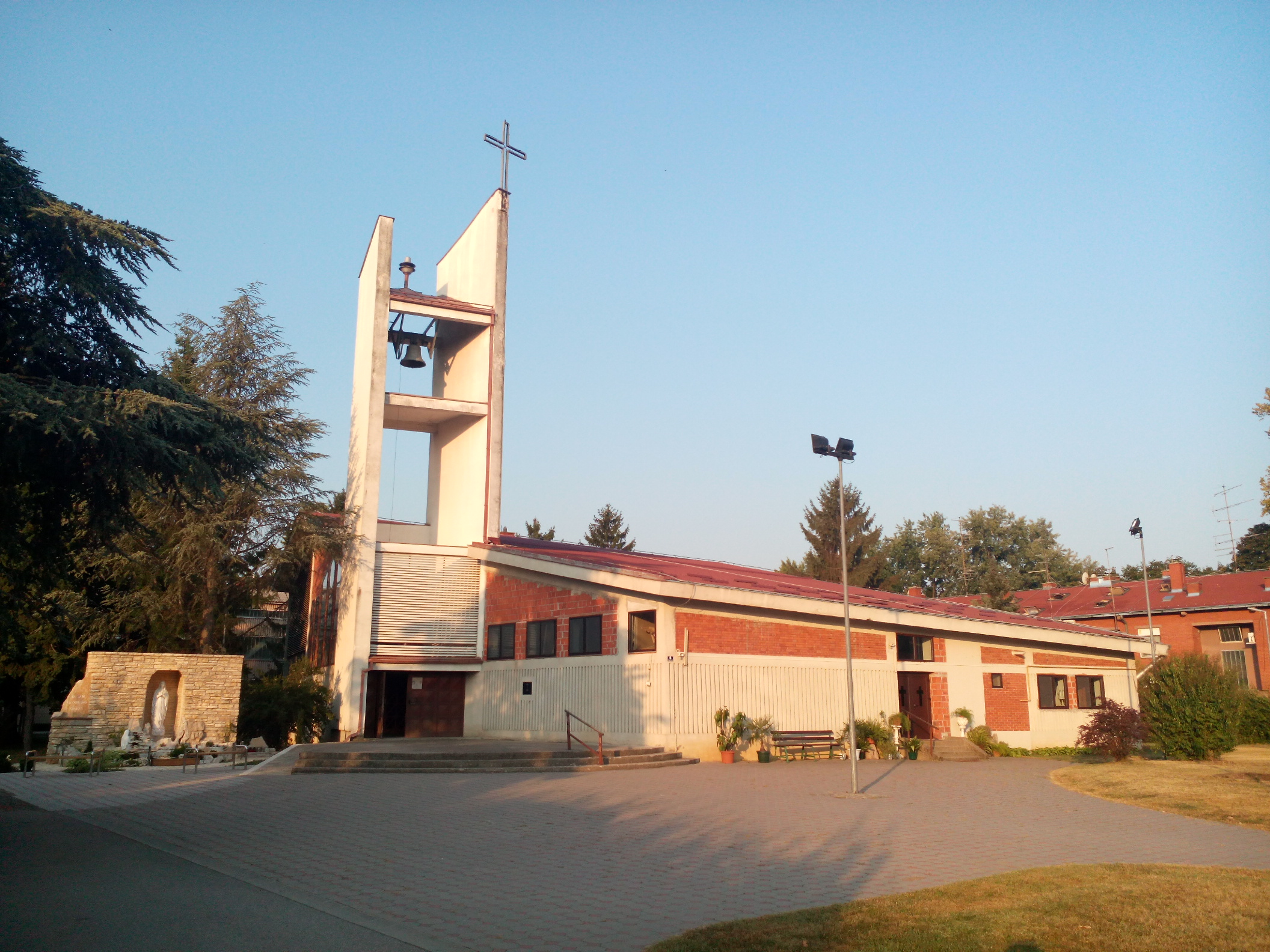
Kirche
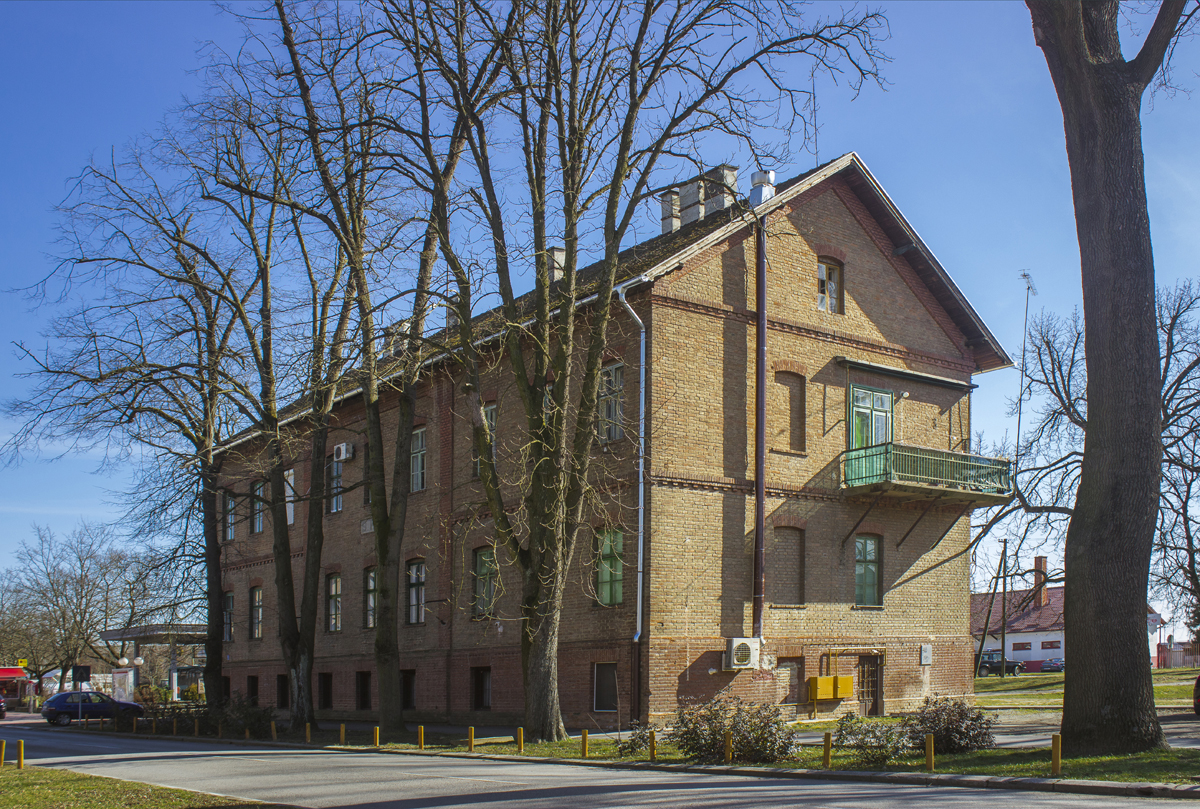
Ehemaliges Verwaltungsgebäude der Eisenbahn
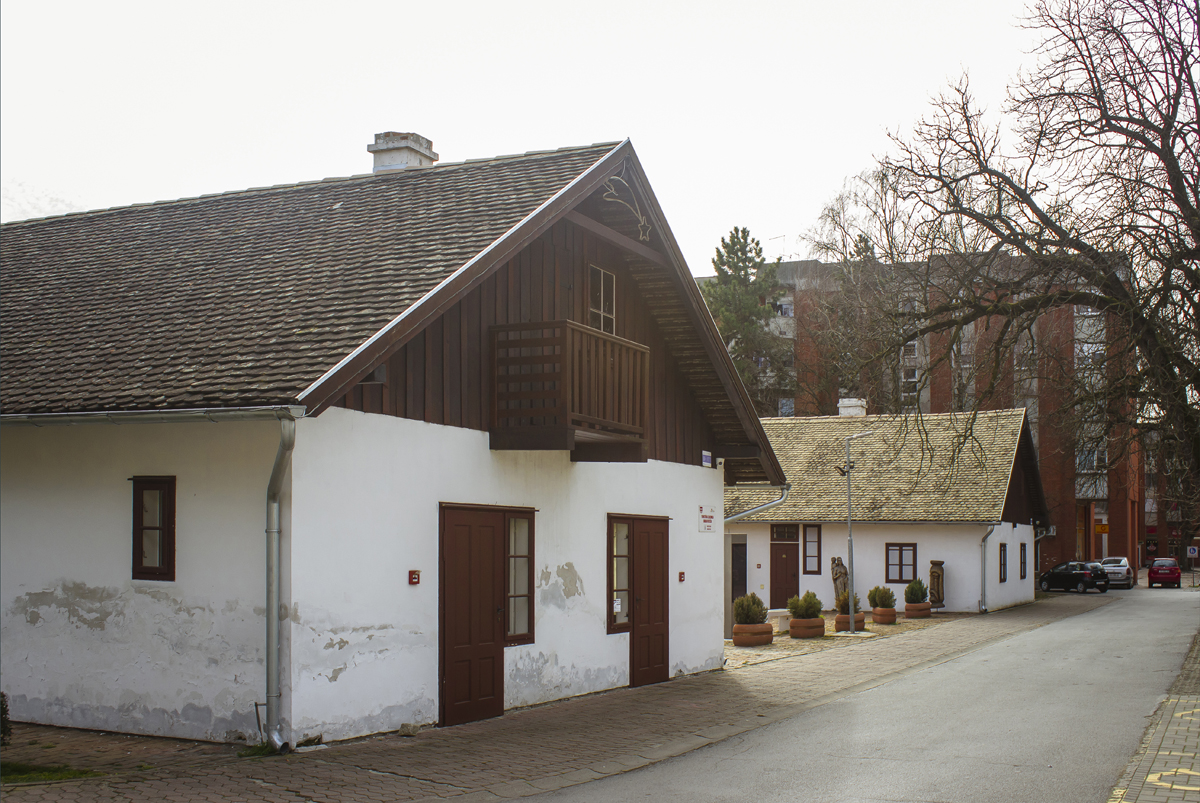
Ehemalige Arbeitersiedlung
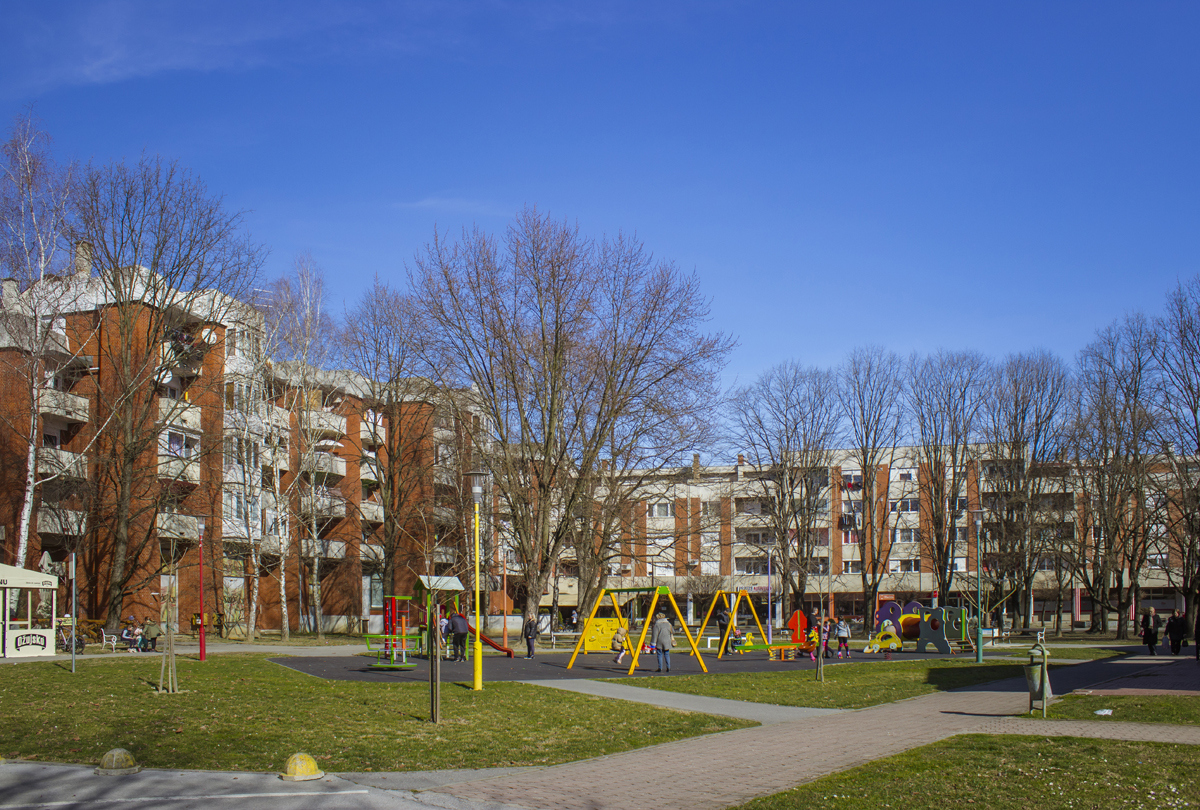
Wohnsiedlung in Belišće
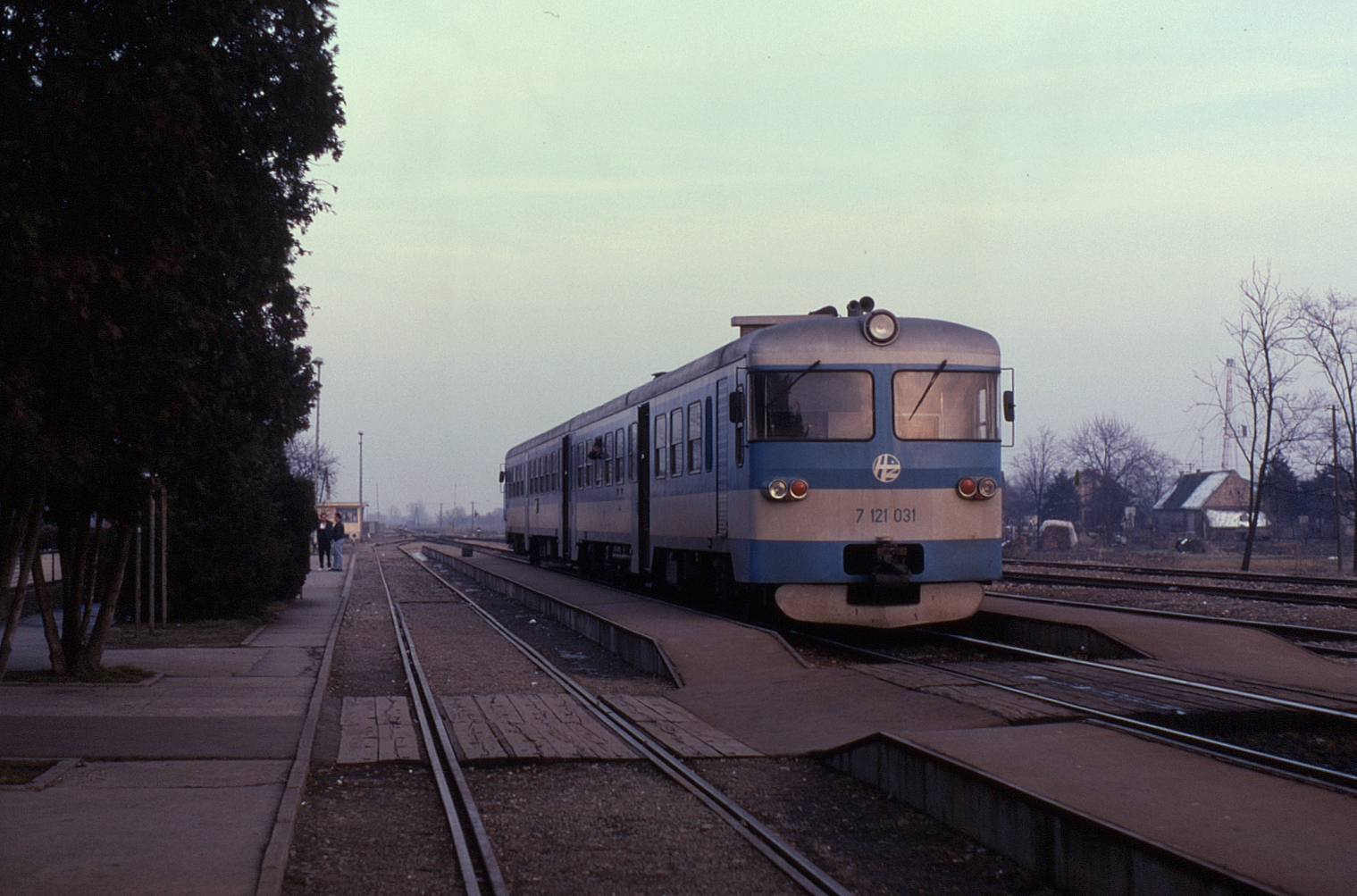
Bahnstation
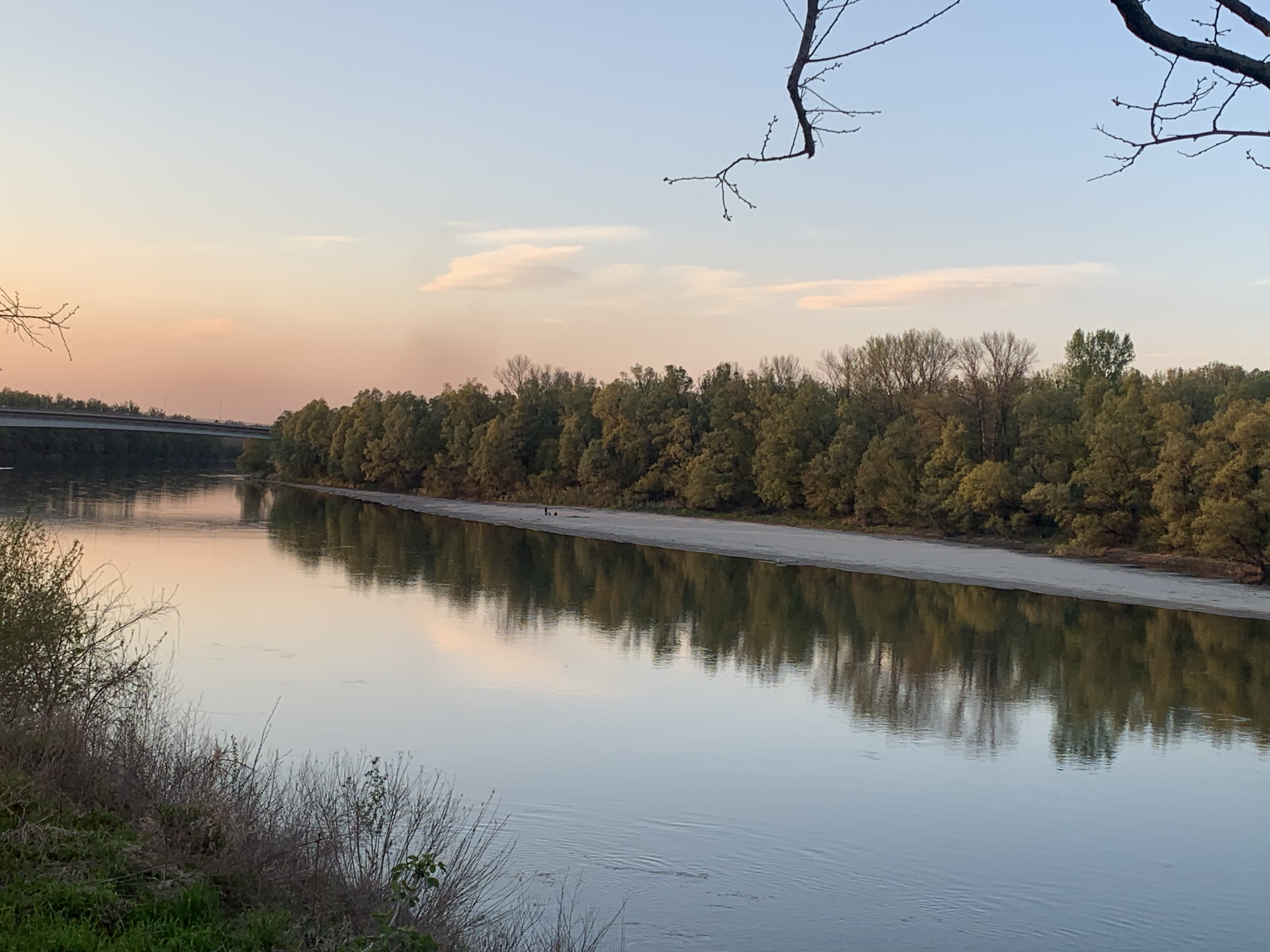
Der Fluss Drau bei Belišće

## Bildung
- Im Jahr 1886 wurde die erste Schule in Belišće gegründet. Zu damaliger Zeit fand der Unterricht mit 61 Schülern zunächst in einem Mehrfamilienhaus statt. Durch die Firma Gutmann wurde im Jahr 1908 ein neues Schulgebäude erbaut da die Zahl der Schülerinnen und Schüler stark angewachsen war. Zwischen 1970 und 1975 erfolgte dann ein Neubau der Grundschule „Ivan Kukuljević“ mit zugehöriger Sporthalle.[9]

## Wirtschaft
Die Papierfabrik Belišće ist einer der größten Arbeitgeber in der Region und wurde zunächst im Jahr 1884 als Sägewerk gegründet. Im Jahr 1960 wurde mit der Papierherstellung begonnen und mit einer Produktionsleistung von 125.000 Tonnen pro Jahr ist das Werk der führende Papierhersteller in Kroatien. Im Jahr 2015 folgte die Übernahme des britischen Papierherstellers DS Smith.